# Coscinia rondoni
Coscinia rondoni är en fjärilsart som beskrevs av Charles Oberthür 1911. Coscinia rondoni ingår i släktet Coscinia och familjen björnspinnare. Inga underarter finns listade i Catalogue of Life.